# Crossogaster lurida
Crossogaster lurida är en stekelart som beskrevs av Van Noort 1994. Crossogaster lurida ingår i släktet Crossogaster och familjen fikonsteklar. Inga underarter finns listade i Catalogue of Life.